# Rohan Watson
Rohan Watson (29 de abril de 2002) es un deportista jamaicano que compite en atletismo, especialista en las carreras de velocidad. Ganó una medalla de bronce en el Campeonato Mundial de Atletismo de 2023, en la prueba de 4 × 100 m.

## Palmarés internacional
| Campeonato Mundial | Campeonato Mundial | Campeonato Mundial | Campeonato Mundial |
| Año                | Lugar              | Medalla            | Prueba             |
| ------------------ | ------------------ | ------------------ | ------------------ |
| 2023               | Budapest (Hungría) | Medalla de bronce  | 4 × 100 m          |